# Lijst van rijksmonumenten in Oostwold (Oldambt)
De plaats Oostwold (gemeente Oldambt) telt 17 inschrijvingen in het rijksmonumentenregister. Hieronder een overzicht.
| Object                                                  | Oorspronkelijke functie? | Bouwjaar                                               | Architect                 | Locatie           | Coördinaten?                 | Nr.?   | Afbeelding                              |
| ------------------------------------------------------- | ------------------------ | ------------------------------------------------------ | ------------------------- | ----------------- | ---------------------------- | ------ | --------------------------------------- |
| Hervormde kerk                                          | Kerk en kerkonderdeel    | 1775-'76 1882 (uitbr.)                                 |                           | Kerksingel 17     | 53° 12' 13" NB, 7° 2' 30" OL | 29923  | Hervormde kerk                          |
| Hervormde pastorie (Oostwold)                           | Kerkelijke dienstwoning  | 1771                                                   |                           | Kerksingel 2      | 53° 12' 11" NB, 7° 2' 33" OL | 29924  | Meer afbeeldingen                       |
| Voorm. sarrieshut en molenaarswoning                    | Woonhuis                 | eind 18e eeuw                                          |                           | Pelmolenlaan 1    | 53° 12' 18" NB, 7° 2' 42" OL | 29925  | Meer afbeeldingen                       |
| Eenvoudige woning met omlijste ingangen                 | Woonhuis                 | 1778                                                   |                           | Wilhelminalaan 14 | 53° 12' 13" NB, 7° 2' 28" OL | 29926  | Meer afbeeldingen                       |
| Boerderij Zijlker (Oldambtster boerderij)               | Boerderij                | 1850 1860 (voorhuis)                                   |                           | Huningaweg 11     | 53° 12' 1" NB, 7° 2' 6" OL   | 29922  | Meer afbeeldingen                       |
| Dwarshuisboerderij in eclectische stijl                 | Boerderij                | 1890                                                   |                           | Huningaweg 15     | 53° 12' 2" NB, 7° 2' 9" OL   | 522077 | Dwarshuisboerderij in eclectische stijl |
| Dwarshuisboerderij, bijschuur                           | Boerderij                | 1907                                                   |                           | bij Huningaweg 15 | 53° 12' 2" NB, 7° 2' 9" OL   | 522078 | Dwarshuisboerderij, bijschuur           |
| Dwarshuisboerderij, tuin                                | Tuin, park en plantsoen  | ca. 1890                                               |                           | bij Huningaweg 15 | 53° 12' 7" NB, 7° 2' 6" OL   | 522079 | Meer afbeeldingen                       |
| Huningaheerd                                            | Boerderij                | 1882 (voorhuis) 1873 (bijschuur) 1959 (tweekapsschuur) |                           | Huningaweg 25     | 53° 12' 13" NB, 7° 2' 22" OL | 522091 | Meer afbeeldingen                       |
| Huningaheerd, tuin                                      | Tuin, park en plantsoen  | ca. 1882                                               |                           | bij Huningaweg 25 | 53° 12' 10" NB, 7° 2' 25" OL | 522092 | Meer afbeeldingen                       |
| Arbeiderswoning                                         | Woonhuis                 | 1932                                                   |                           | Nieuweweg 86      | 53° 11' 0" NB, 7° 3' 43" OL  | 522094 | Arbeiderswoning                         |
| Arbeiderswoning, stookhut                               | Boerderij                | 1932                                                   |                           | bij Nieuweweg 86  | 53° 11' 0" NB, 7° 3' 43" OL  | 522095 | Meer afbeeldingen                       |
| Dwarshuisboerderij in eclectische stijl                 | Boerderij                | 1894 1934 (uitbr. schuur)                              | waarsch. G. Kruizinga     | Goldhoorn 33      | 53° 12' 14" NB, 7° 3' 18" OL | 522102 | Meer afbeeldingen                       |
| Oldambtster dwarshuisboerderij in eclectische bouwtrant | Boerderij                | verm. midden 18e eeuw (schuur) 1890 (voorhuis)         |                           | Huningaweg 7      | 53° 12' 7" NB, 7° 1' 58" OL  | 522103 | Meer afbeeldingen                       |
| Gereformeerde kerk                                      | Kerk en kerkonderdeel    | 1930                                                   | C.H. van Wijk en D. Broos | Goldhoorn 8       | 53° 12' 15" NB, 7° 2' 43" OL | 522106 | Meer afbeeldingen                       |
| Hervormde kerk, toegangshek                             | Erfscheiding             | 1907                                                   |                           | bij Kerksingel 17 | 53° 12' 10" NB, 7° 2' 32" OL | 522112 | Meer afbeeldingen                       |
| Voorm. stoomgemaal                                      | Gemaal                   | 1919                                                   | waarsch. G. Kruizinga     | bij Huningaweg 12 | 53° 11' 59" NB, 7° 2' 19" OL | 522116 | Meer afbeeldingen                       |
| Voorm. gemaal met aangebouwd transformatorgebouw        | Gemaal                   | 1921                                                   | E. Saathof                | bij Huningaweg 8  | 53° 11' 57" NB, 7° 2' 15" OL | 522117 | Meer afbeeldingen                       |